# Macchia e praterie delle isole Tristan da Cunha-Gough
La macchia e praterie delle isole Tristan da Cunha-Gough è un'ecoregione dell'ecozona afrotropicale, definita dal WWF (codice ecoregione: AT0803), costituita dall'arcipelago di Tristan da Cunha e dall'isola di Gough, o Gonçalo Álvares, nel sud dell'oceano Atlantico.

## Territorio
L'arcipelago di Tristan da Cunha (37° 06' S, 12° 18' O) è un gruppo costituito da cinque isole vulcaniche situate sul versante orientale della dorsale medio-atlantica, a metà strada tra l'Africa e il Sudamerica. Tristan è l'isola più giovane del gruppo, risale ad un milione di anni fa ed è ancora considerata vulcanicamente attiva, in quanto la sua ultima eruzione risale al 1961-62. L'isola, che ricopre una superficie di 41 km², ha un cono vulcanico alto 2062 m con una circonferenza alla base di 34 km. Il vulcano è spesso ammantato di neve e possiede un lago nel cratere. La costa è caratterizzata da falesie a picco alte fino a 600 m, occasionalmente interrotte da basse fasce costiere. Al di sopra delle falesie, un altopiano di 600–900 m circonda la base del vulcano. L'unico insediamento dell'isola, Edimburgo dei Sette Mari, sorge sulla costa nord-occidentale. Altre isole del gruppo, Nightingale e Inaccessibile, sono coni vulcanici erosi che in passato avevano dimensioni simili a Tristan. Due piccole isole nei pressi di Nightingale sono chiamate Stoltenhoff Island e Center, o Middle, Island.
L'isola di Gough (40° 21' S, 09° 53' O) è situata circa 425 km a sud-est di Tristan da Cunha, e consiste in un'unica isola principale circondata da alcune isolette e scogli. La maggior parte di esse è situata a meno di 100 m dall'isola principale, e sulla più estesa crescono piante vascolari e nidificano gli uccelli. Di origine vulcanica, il gruppo di Gough ha un'estensione totale di 65 km² e culmina con i 910 m dell'Edinburgh Peak. L'ultima eruzione vulcanica avvenne circa 2400 anni fa; Gough appartiene alla stessa massa vulcanica che ha dato origine alla formazione di Tristan. È costituita da un altopiano centrale su cui svettano alcuni picchi montuosi, e la sua linea costiera è delineata da falesie di 300–450 m di altezza e strette spiagge ciottolose; non vi sono insenature riparate. L'unica area al di sotto dei 200 m di altitudine è situata all'estremità meridionale dell'isola.
Queste isole hanno un clima oceanico temperato-freddo, con temperature medie a livello del mare di 11,3-14,5 °C e pochissima variazione stagionale, anche se sono frequenti rapidi cambiamenti delle condizioni atmosferiche. La neve può cadere sulle cime dei monti tra maggio e gennaio, ma solo raramente a livello del mare. Le isole sono situate nella fascia dei «quaranta ruggenti», una cintura di venti stagionali a sud del 40º parallelo. Gough, ogni anno, riceve in media 3397 mm di pioggia, molti di più di Tristan, su cui ne cadono in media 1676 mm.

## Flora

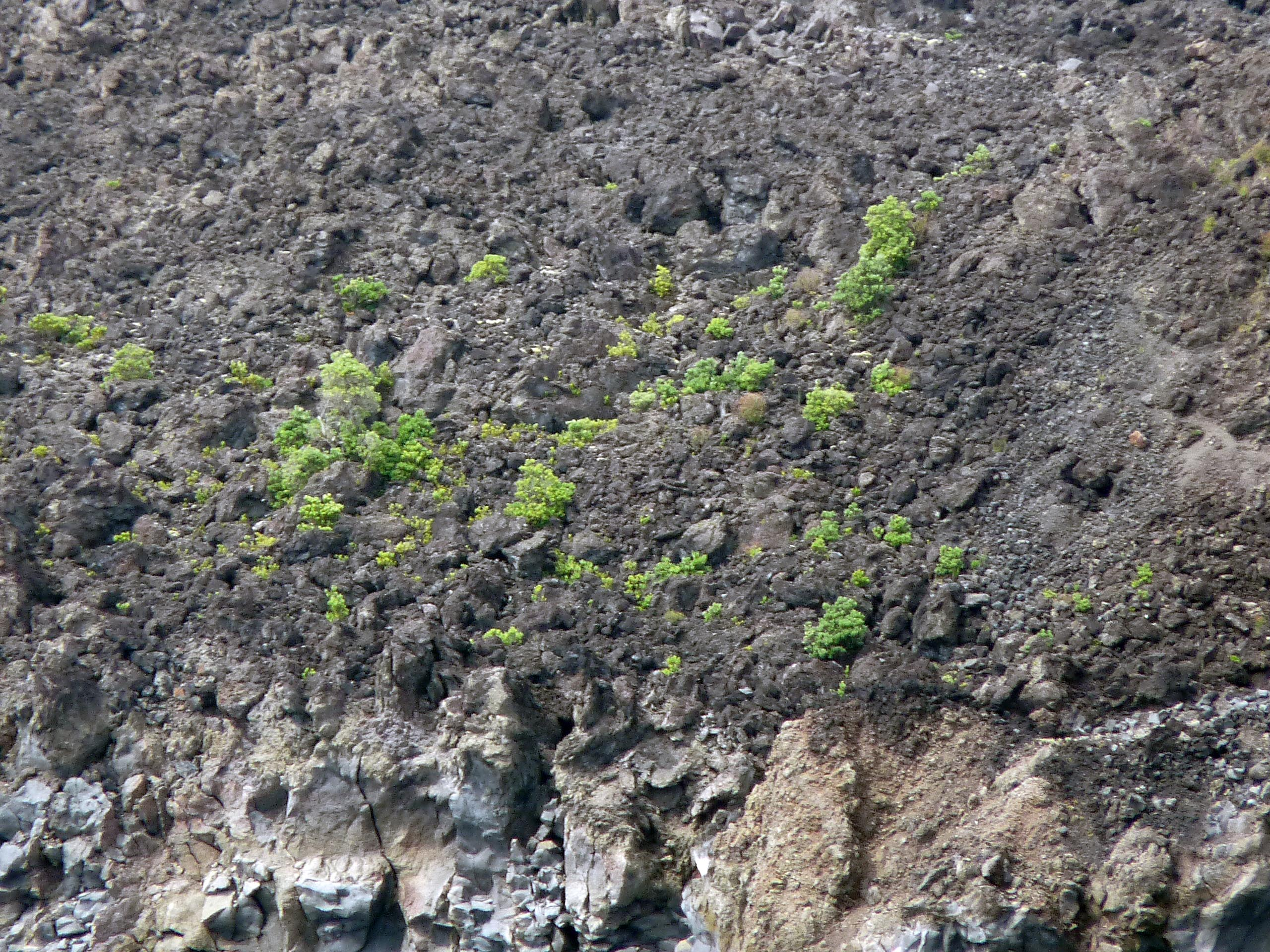
Nuova vegetazione su un campo di lava

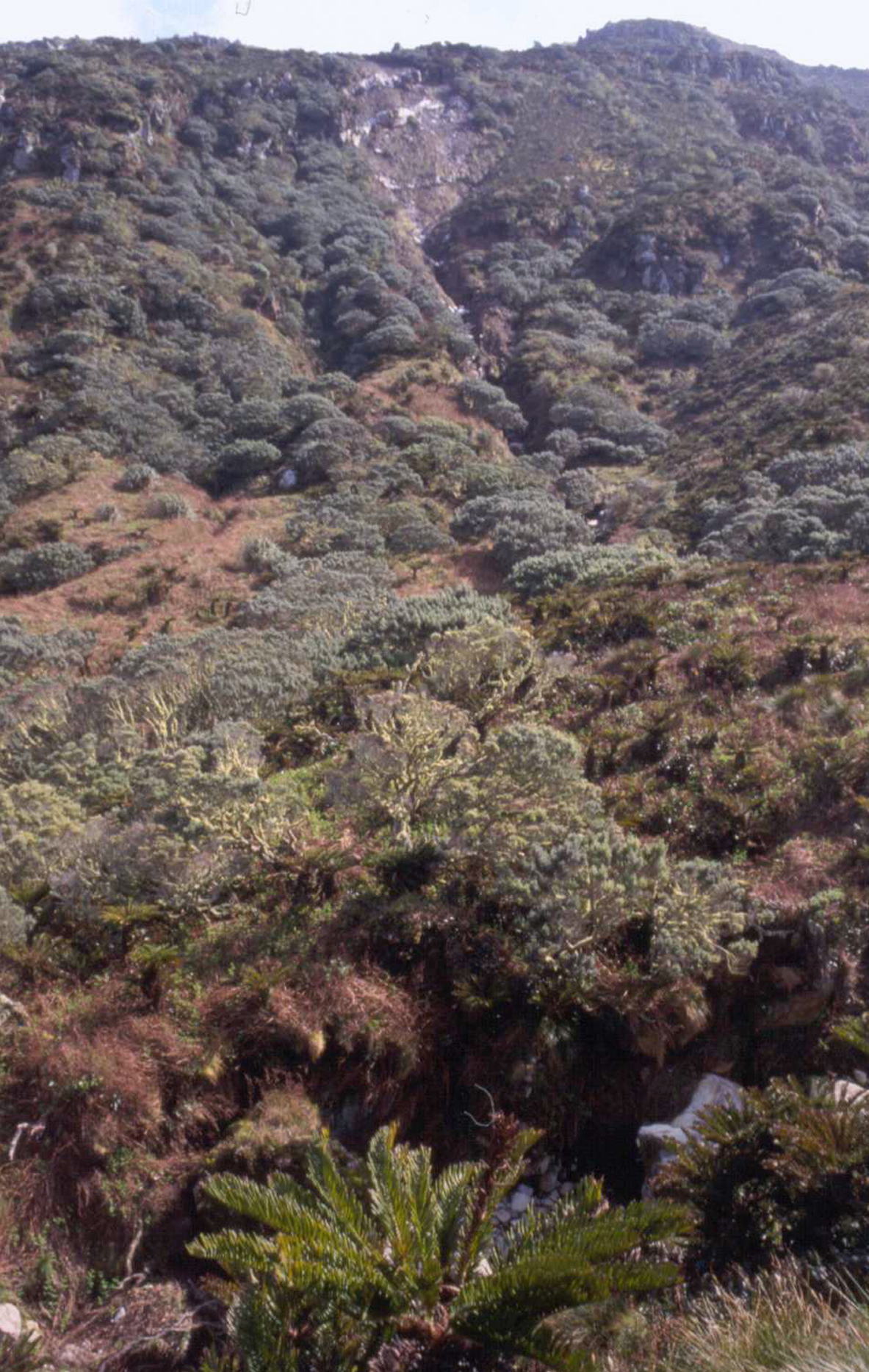
La felce arborea Blechnum e alberi di Phylica arborea, sull'isola Gough

Nelle zone costiere spruzzate dall'acqua salata dominano ciuffi di erba Spartina arundinacea e Poa flabellata, anche se su Tristan sono stati in gran parte eliminati dal bestiame. Più lontano dal mare, tra i 300 e i 500 m di altitudine, si incontrano felci arborescenti delle specie Histiopteris incisa e Blechnum palmiforme, inframezzate con alcuni esemplari dell'albero Phylica arborea. A partire dagli 800 m si incontra una vegetazione più diversa e umida, formata da felci, erbe, ciperacee, angiosperme e muschi. Al di sopra dei 600 m si incontrano anche torbiere di muschi Sphagnum, in cui abbondano la juncaginacea Tetroncium magellanicum e i giunchi dei generi Scirpus. Ad altitudini superiori, si incontrano solamente piccole piante a forma di cuscino che crescono nelle crepe e in alcuni luoghi esposti.

## Fauna
Gough ospita una delle colonie di uccelli marini più importanti del mondo: vi nidificano circa 20 specie diverse. Nel gruppo di Tristan da Cunha nidificano molte delle stesse specie di uccelli di Gough, nonché alcune specie uniche. Tristan ospita due generi endemici: Atlantisia e Nesospiza. I fringuelli del genere Nesospiza si sono evoluti in questo arcipelago, e oggi ne esistono tre specie distinte, una su Inaccessible (N. acunhae) e due su Nightingale (N. questi e N. wilkinsi). A Gough vivono due specie endemiche di uccelli terrestri, la gallinella di Gough (Gallinula comeri), diffusa nelle boscaglie di felci dell'isola e introdotta dall'uomo anche su Tristan, e il fringuello di Gough (Rowettia goughensis). L'albatro urlatore atlantico (Diomedea dabbenena) viene classificato tra le specie «in pericolo critico» (Critically Endangered) e nidifica solamente su Gough e Inaccessible. Altri uccelli marini diffusi anche altrove ma che nidificano solamente a Tristan e a Gough sono il petrello dagli occhiali (Procellaria conspicillata), la berta dell'Atlantico (Ardenna gravis) e il petrello di Schlegel (Pterodroma incerta). Tristan da Cunha e Gough costituiscono il sito di nidificazione principale della berta minore fosca (Puffinus assimilis), e Gough è anche uno dei più importanti siti di nidificazione di Ardenna gravis, con oltre tre milioni di coppie riproduttrici. Su Gough nidificano anche 100-150 coppie di ossifraga (Macronectes giganteus). Altri interessanti uccelli di questo gruppo insulare sono il tordo di Tristan da Cunha (Turdus eremita), il rallo di Inaccessible (Atlantisia rogersi), l'uccello incapace di volare più piccolo del mondo, entrambi endemici, e il pinguino crestato di Moseley (Eudyptes moseleyi), di cui il 48% degli esemplari nidifica su Gough.
Solamente due mammiferi nativi si riproducono sulle isole di Tristan e Gough. Le otarie orsine subantartiche (Arctocephalus tropicalis) sono numerose, e gli elefanti marini meridionali (Mirounga leonina) sono in aumento. Le popolazioni di queste due specie, così come di altri due mammiferi marini del luogo, la balena franca australe (Eubalaena australis) e il lagenorinco scuro (Lagenorhynchus obscurus), erano enormemente diminuite di numero a causa della caccia.
Rettili, anfibi, pesci d'acqua dolce e mammiferi terrestri nativi sono del tutto assenti da queste isole, mentre gli invertebrati terrestri non sono ancora stati oggetto di studio. Oltre ai gamberi, la cui pesca costituisce una delle principali attività economiche di Tristan, vengono catturati, seppur con regolamentazioni, anche aragoste di Tristan (Jasus tristani) e polpi.

## Conservazione
Tristan da Cunha, l'unica isola del gruppo abitata permanentemente, ha sofferto un alto grado di degradazione a causa dell'agricoltura, dell'allevamento, della deforestazione, degli incendi e dell'introduzione di specie esotiche.
Nel 1976, Gough e le acque circostanti furono dichiarate riserva faunistica. Nel 1994, Inaccesible venne dichiarata riserva naturale. Entrambe le isole sono patrimonio dell'umanità dell'UNESCO, rispettivamente dal 1995 e dal 2004.